# L'Âge de glace (jeu vidéo)
Pour les articles homonymes, voir Âge de glace (homonymie).
L'Âge de glace (Ice Age) est un jeu vidéo de plates-formes développé par Artificial Mind and Movement et édité par Ubisoft, sorti en 2002 sur Game Boy Advance. Il est adapté du long métrage d'animation L'Âge de glace.

## Accueil
- GameSpot : 3,3/10[1]
- IGN : 4,5/10[2]
- Jeuxvideo.com : 10/20[3]